# Кусонский, Павел Алексеевич
Па́вел Алексе́евич Кусо́нский (7 (19) января 1880 — 22 августа 1941) — русский военный и политический деятель, генерал-лейтенант.

## Биография
Брат В. А. Кусонского. Окончил Полтавский кадетский корпус. В 1900 году — Михайловское артиллерийское училище, в 1911 году — Николаевскую академию Генерального штаба.
Участник Первой мировой войны. С 1915 года — подполковник, старший адъютант оперативного отделения в Управлении генерал-квартирмейстера штаба 8-й армии. В 1917 году — полковник, служил помощником начальника оперативного отделения в Управлении генерал-квартирмейстера Ставки Верховного Главнокомандующего. В ноябре 1917 года Кусонский был послан генералом Н. Н. Духониным в Быхов, чтобы предупредить быховских узников о приближении большевиков, благодаря чему им удалось избежать расправы. Вслед за ними уехал на Дон и присоединился к Добровольческой армии.
Назначен генералом для поручений при командующем Добровольческой армией в июне 1918 года. В январе 1919 года назначен генерал-квартирмейстером штаба Добровольческой Кавказской армии. В июне 1919 года — генерал-майор и начальник штаба 5-го кавалерийского корпуса генерала Я. Д. Юзефовича. В Русской армии генерала Врангеля — исполняющий должность начальника гарнизона города Симферополя. С августа 1920 года — начальник штаба 3-го армейского корпуса. В октябре 1920 года — начальник штаба 2-й армии. После эвакуации из Крыма назначен помощником начальника штаба Главнокомандующего Русской армией. Приказом от 16 февраля 1922 года за отличия по службе произведён в генерал-лейтенанты.
После 1922 года переехал в Париж, где находился в распоряжении председателя РОВСа генерала А. П. Кутепова, а затем генерала Е. К. Миллера. В 1932 году воспоминания Кусонского публиковались в журнале «Часовой». В 1933 году выступил с речью на банкете, посвящённом выходу 100-го номера журнала «Часовой»; с докладом на заседании, посвящённом 15-й годовщине смерти генерала М. В. Алексеева. С 1934 года исполнял должность начальника военной канцелярии РОВСа в Париже. В сборнике «Михайловцы» (Белград, 1936) были опубликованы его воспоминания. В 1937 году перешёл в Комитет для координации действий благотворительных и гуманитарных организаций. В 1938 году переехал в Бельгию, работал переводчиком. Исполнял обязанности помощника начальника РОВСа генерала А. П. Архангельского. Состоял членом обществ Офицеров Генерального штаба и Михайловцев-артиллеристов.
С приходом нацистов в Бельгию РОВС оказался в очень трудном положении — членам организации, по свидетельствам Кусонского, «заткнули рот» и поставили под полный контроль. 22 июня 1941 года Кусонский и ещё ряд членов РОВС были арестованы гестапо по подозрению в работе на советскую разведку. Кусонский был интернирован в концлагерь Бреендонк. Генерал Архангельский протестовал по поводу этих арестов и просил об освобождении своих соратников, но безрезультатно. Ни к чему не привели и переговоры фон Лампе, которые тот вёл в соответствующими германскими учреждениями о судьбе арестованных генералов Кусонского и П. Н. Шатилова. Руководитель Русского представительного комитета Ю. С. Жеребков, активно сотрудничавший с нацистами, ходатайствовал перед оккупационной администрацией об освобождении русских военнопленных во Франции. Он клятвенно обещал фон Лампе освободить Кусонского в ближайшее время. Фон Лампе направил немецкому генералу фон Филькенхаузену, от которого зависело освобождение Кусонского, письмо, в котором полностью ручался в лояльности арестованного генерала к оккупационному режиму и непричастности к шпионской деятельности в пользу СССР. Последний разговор Жеребкова и фон Лампе по поводу Кусонского состоялся 20 или 21 августа 1941 года, но уже 22 августа 1941 года Кусонский скончался в лагере от побоев. Семья похоронила его на кладбище Иксель в Брюсселе. 30 ноября 1944 года был перезахоронен с воинскими почестями на почётном участке кладбища Юкль в Брюсселе бельгийскими властями.

## Роль в похищении генерала Миллера

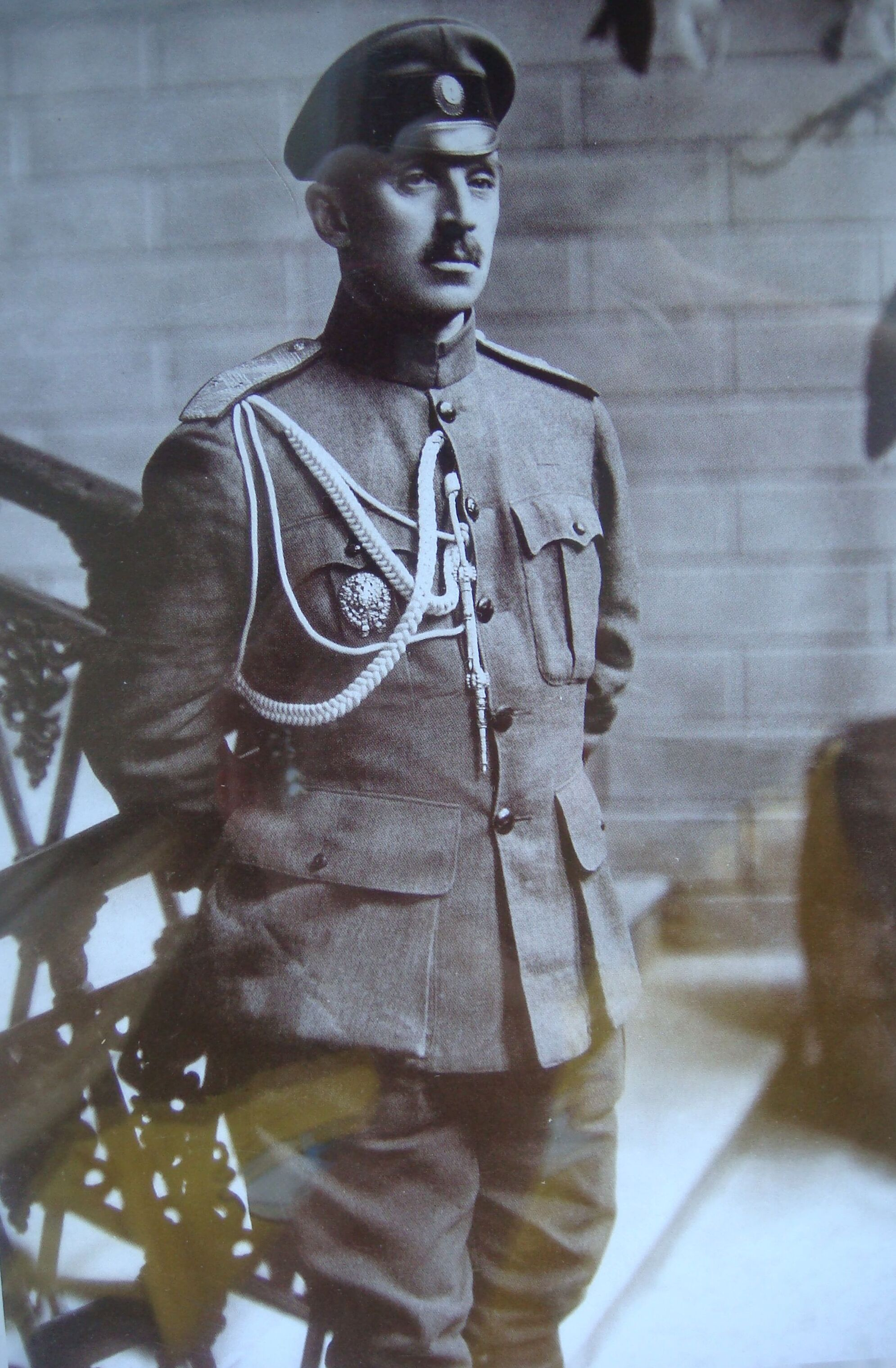
Генерал П. А. Кусонский

### Версия о причастности к похищению
Российская эмиграция и вслед за ней ряд историков считали, что Кусонский работал на НКВД или немецкую разведку, или одновременно на обе разведки. Целью НКВД в тот период было уничтожение РОВС и развал единства Белой эмиграции в целом и, якобы, именно эту задачу и выполнял Кусонский с момента его вербовки в начале 1930-х годов. 
В деле о похищении начальника РОВС генерала Е. К. Миллера сотрудниками внешней разведки НКВД, Кусонскому ставили в вину то, что он не вскрыл своевременно записку генерала Миллера, оставленную последним в канцелярии РОВСа при уходе на свидание с якобы представителями германского Генерального штаба, которое было устроено генералом Н. В. Скоблиным. Собираясь на эту встречу генерал Миллер написал записку о своем совместном свидании с генералом Скоблиным и «немецкими представителями», запечатав её в конверт. Генерал Миллер попросил Кусонского зачитать эту записку членам РОВС, если он не вернется через три часа. Встреча была назначена на 12 часов 30 минут. По версии историка Валерия Клавинга, Кусонский пообедал в 13 часов и, подождав ещё час, ушёл домой, не поставив никого в известность о записке. Только после поднятой тревоги женой генерала Миллера и его соратниками по Северной армии (с которыми была запланирована встреча), Кусонский около 11 часов вечера (то есть через 10 часов после похищения) был вызван в управление РОВС адмиралом М. А. Кедровым и комендантом Мацылевым. Только тогда Кусонский показал записку Миллера. Вскоре туда же явился вызванный Кедровым и ещё ничего не подозревающий генерал Скоблин. После происшедшей словесной перепалки между Кедровым и Скоблиным адмирал Кедров решил доставить Скоблина в полицейское управление. Кусонский, увидев, что Скоблин и Кедров уже вышли в коридор, вернул Кедрова обратно в кабинет, якобы для того, чтобы сообщить нечто конфиденциальное. Скоблин быстро бросился наутёк. Задумка Кусонского полностью реализовалась и Скоблину удалось сбежать. 
В заключении Особой Комиссии по делу Скоблина под председательством генерала от кавалерии И. Г. Эрдели (от 28 февраля 1938 года) говорилось: 

Записка, оставленная генералом Миллером в полдень 22 сентября (1937 г.), — единственный ключ к раскрытию тайны его исчезновения. Более раннее вскрытие этой записки, вероятно, не могло бы уже воспрепятствовать похищению генерала Миллера, но оно могло — и должно было — помешать бегству Скоблина. Поэтому Комиссия ничего не имеет добавить к следующему сделанному ей заявлению генерала Кусонского: «Считаю себя виновным в позднем вскрытии упомянутой записки, почему откровенно доложил начальнику Русского Обще-Воинского Союза о недопустимости занятия мною каких-либо ответственных должностей в РОВСе».

### Аргументы сторонников о невиновности генерала
Историки, отвергающие версию о том, что Кусонский состоял в тайных отношениях с советской разведкой обращают внимание на то, что эта версия не находит никаких подтверждений, кроме эпизода с похищением генерала Миллера. Кусонский находился в распоряжении начальника РОВС с 1924 по 1934 год, официально не занимая в РОВСе никаких должностей, то есть не имея возможности «разваливать» РОВС. В 1934 году, в связи с уходом в отставку генерала Н. Н. Стогова с должности начальника канцелярии РОВС был назначен на эту должность лично генералом Миллером. Генерал А. А. фон Лампе, будучи одним из самых непримиримых борцов с советами, был приятелем Кусонского. Фон Лампе никогда не рассказывал о последнем ничего порочащего. Более того, и у фон Лампе, и у Кусонского дети умерли от туберкулёза — «болезни бедных» — лечение которой в начале XX века было дорогостоящим. Это, по мнению историков, а также общий весьма скромный достаток Кусонского, шло вразрез с образом жизни других подозреваемых агентов НКВД — генералов П. Н. Шатилова и Скоблина, которые позволяли себе покупку дорогих вилл, автомобилей, организацию банкетов, и всё это без внятных объяснений об источниках их доходов. 
По поводу же похищения генерала Миллера и оставленной им перед свои уходом записке, генерал Кусонский пояснял, что он просто забыл о поручении Миллера, а Скоблин смог бежать из помещения РОВС, так как комендант Мацылев, который и привёз Скоблина из дома на такси, не был поставлен адмиралом Кедровым в известность о содержании оглашённой записки и, соответственно, о подозрениях в отношении Скоблина. В пользу Кусонского говорит так же то, что в тех обстоятельствах ему, будучи советским агентом, было бы вообще выгодней уничтожить записку, а не объявлять о её существовании. 
Особая Комиссия по делу Скоблина предпочла поверить в непростительную «оплошность» и нерасторопность Кусонского при задержании Скоблина, чем признать, что разложение в рядах РОВС достигло своего предела — ведь в похищении Миллера были замешаны первопоходники, которые пользовались непререкаемым авторитетом среди «белых» воинов. При отсутствии прямых улик, комиссия Эрдели посчитала возможным снять подозрения с возможного преступника, нежели обвинить невиновного.
Обращали внимание, что если Кусонский и принимал участие в похищении Миллера, то вряд ли по собственной воле. Кусонского могли запугать, поставить в безвыходное положение (у генерала в СССР оставались близкие родственники, в том числе – его престарелая мать), использовать вслепую в заранее спланированной операции.

## Упоминания в культуре
Момент прибытия Кусонского в быховскую тюрьму описан в романе М. А. Шолохова «Тихий Дон»: 

К главному подъезду быховской гимназии-тюрьмы подкатил густо забрызганный грязью автомобиль… Из автомобиля вышел немолодой, складный офицер. Он предъявил документы на имя полковника генштаба Кусонского.
— Я из Ставки. Имею личное поручение к арестованному генералу Корнилову. Где я могу видеть коменданта?
Комендант — подполковник Текинского полка Эргардт – немедленно провёл приехавшего к Корнилову. Кусонский, представившись, с чуть заметной аффектацией доложил:

— Через четыре часа Могилёв будет сдан Ставкой без боя. Генерал Духонин приказал вам передать, что всем заключённым необходимо сейчас же покинуть Быхов…